# Toxicity (Lied)
Toxicity (englisch für „Giftigkeit“) ist ein Lied der US-amerikanischen Alternative-Metal-Band System of a Down. Der Song erschien am 27. August 2001 auf ihrem zweiten Studioalbum Toxicity und wurde am 21. Januar 2002 als zweite Single aus diesem veröffentlicht.

## Inhalt
Toxicity handelt von der psychischen Störung ADHS. Serj Tankian singt dabei von der „Giftigkeit der Stadt“ und wie es sich anfühlt – zwischen Stille, Schlaf, Chaos und zahlreichen Ablenkungen – mit der Krankheit zu leben, die mit der täglichen Einnahme von Medikamenten in den Griff gekriegt werden soll.

“Eating seeds as a pastime activity

The toxicity of our city, of our city

You, what do you own the world?

How do you own disorder, disorder?”

## Produktion
Das Lied wurde von dem US-amerikanischen Musikproduzenten Rick Rubin zusammen mit den System-of-a-Down-Mitgliedern Daron Malakian und Serj Tankian produziert. Die beiden Letzteren fungierten neben Shavo Odadjian auch als Autoren.

## Musikvideo
Bei dem zu Toxicity gedrehten Musikvideo führten System-of-a-Down-Mitglied Shavo Odadjian und Marcos Siega Regie. Es verzeichnet auf YouTube über 66 Millionen Aufrufe (Stand: Mai 2024). Zu Beginn sind kurz Sterne auf dem Hollywood Walk of Fame zu sehen, bevor die Band gezeigt wird, die den Song vor weißem Hintergrund sowie in einem dunklen Raum spielt, wobei die Kameraführung mitunter hektisch ist. Zudem werden auf die Körper der Musiker Aufnahmen von Menschen in einer Stadt projiziert. Später kommt ein Publikum hinzu, das der Gruppe zujubelt, tanzt und ein Moshpit bildet. Am Ende sieht man zahlreiche schreiende Gesichter und die Kamera schwenkt heraus zur Milchstraße.

## Single

### Covergestaltung
Das Singlecover ist schlicht gehalten und zeigt im oberen Teil die dunkelbraunen Schriftzüge System of a Down und Toxicity auf braunem Hintergrund. Die Maxisingle besitzt dasselbe Covermotiv, allerdings sind die Schriftzüge hier dunkelrot auf rotem Hintergrund.

### Titellisten
Single
1. Toxicity – 3:38
2. X (Live) – 3:02

Maxi
1. Toxicity – 3:38
2. X (Live) – 3:02
3. Suggestions (Live) – 2:43
4. Marmalade – 2:59
5. Toxicity (Video-Version) – 3:43

### Chartplatzierungen
Toxicity stieg am 25. März 2002 auf Platz 89 in die deutschen Singlecharts ein und erreichte drei Wochen später mit Rang 88 die höchste Position, auf der es sich zwei Wochen lang hielt. Insgesamt war der Song neun Wochen in den Top 100 vertreten. Erfolgreicher war die Single unter anderem mit Platz 70 und 13 Chartwochen in den Vereinigten Staaten sowie mit Rang 25 und drei Wochen im Vereinigten Königreich.
| ChartsChartplatzierungen       | Höchstplatzierung | Wochen |
| ------------------------------ | ----------------- | ------ |
| Deutschland (GfK)              | 88 (9 Wo.)        | 9      |
| Schweiz (IFPI)                 | 90 (4 Wo.)        | 4      |
| Vereinigte Staaten (Billboard) | 70 (13 Wo.)       | 13     |
| Vereinigtes Königreich (OCC)   | 25 (3 Wo.)        | 3      |

### Auszeichnungen für Musikverkäufe
Toxicity erhielt im Jahr 2022 in Deutschland für mehr als 250.000 verkaufte Einheiten eine Goldene Schallplatte. In den Vereinigten Staaten wurde es im gleichen Jahr mit Dreifach-Platin für über drei Millionen Verkäufe ausgezeichnet. Zudem bekam der Song 2024 im Vereinigten Königreich für mehr als 600.000 verkaufte Exemplare eine Platin-Schallplatte.
| Land/Region                  | Auszeichnungen für Musikverkäufe (Land/Region, Auszeichnung, Verkäufe) | Verkäufe  |
| ---------------------------- | ---------------------------------------------------------------------- | --------- |
| Dänemark (IFPI)              | Gold                                                                   | 45.000    |
| Deutschland (BVMI)           | Gold                                                                   | 250.000   |
| Italien (FIMI)               | Platin                                                                 | 50.000    |
| Neuseeland (RMNZ)            | 2× Platin                                                              | 60.000    |
| Portugal (AFP)               | 3× Platin                                                              | 30.000    |
| Spanien (Promusicae)         | Platin                                                                 | 60.000    |
| Vereinigte Staaten (RIAA)    | 3× Platin                                                              | 3.000.000 |
| Vereinigtes Königreich (BPI) | Platin                                                                 | 600.000   |
| Insgesamt                    | 2× Gold · 11× Platin ·                                                 | 4.095.000 |